# Kesun nigrocincta
Kesun nigrocincta är en ringmaskart som först beskrevs av Ehlers 1913.  Kesun nigrocincta ingår i släktet Kesun och familjen Opheliidae. Inga underarter finns listade i Catalogue of Life.